# Protaeolidiella
Protaeolidiella is een geslacht van weekdieren uit de klasse van de Gastropoda (slakken).

## Soort
- Protaeolidiella atra Baba, 1955